# Allen Kwela
Allen Kwela, född 10 september 1939 i KwaZulu-Natal i Sydafrika, död 1 juli 2003 i Johannesburg, var en sydafrikansk jazzgitarrist och kwelamusiker. 
Han kommer från området Chesterville i Durban och växte upp som bonde i trakten. Han lärde sig spela gitarr efter att ha tillverkat sin egen gitarr av plåt. Allen Kwela lyssnade under sin uppväxt både på västerländsk musik och traditionell afrikansk musik och hämtade inspiration från båda håll. Han började med kwela då han spelade tillsammans med Spokes Mashiyane, en av de största i genren. Efter dennes död utvecklade han musiken och kom sedermera att spela sydafrikansk jazz och cape jazz. På 1970–talet spelade han i en framgångsrik och innovativ kvartett med pianisten Gideon Nxumalo. Han är även känd för samarbeten med Hugh Masekela och Barney Rachabane.
Kwela uppträdde under sin karriär som sologitarrist i USA, Kanada, Sverige och Storbritannien.
1998 släpptes The Broken Strings of Allen Kwela via Gallo Record Company. Albumet fick flera prisnomineringar inom jazz i Sydafrika. Han var en ärad personlighet inom den sydafrikanska jazzen och har beskrivits som en legend.
Kwela var även musiklärare vid flera institut och universitet i Sydafrika, däribland Dorkay House, University of Natal och Mmabana Cultural Centre i Mmabatho, den forna huvudstaden i Nordvästprovinsen.
Allen Kwela avled i sitt hem i Johannesburg den 1 juli 2003. Han överlevdes av sin hustru och deras fyra barn.

## Diskografi
- 1972 – Allen's Soul Bag (kassett)
- 1975 – Black Beauty (LP)[7]
- 1977 – Reflections (LP)[7]
- 1984 – Transcription Service (LP) (med Sandile Shange och Evan Ziporyn[7]
- 1990 – Past, Present, And Future... Solo Guitar[7]
- 1998 – The Broken Strings of Allen Kwela[2]